# Monoblast

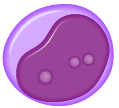
Monoblast

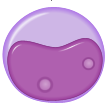
Promonocyt

Een monoblast is een unipotente hematopoëtische stamcel, die als tussenvorm gezien kan worden bij de ontwikkeling van macrofagen. De monoblast wordt alleen aangetroffen in het rode beenmerg. De monoblast is 12 tot 20 µm groot en heeft een ronde of ovale celkern met fijne, gelijkelijk verdeelde chromatine en 1-2 nucleï. De celkern kan in of uit het midden van de cel liggen. De celkern is zes maal groter dan het cytoplasma van de cel. Het basofiele cytoplasma heeft geen granula en kleurt met H&E diep blauw. Om de kern zit een dunne rand.

## Promonocyt
Uit de monoblast ontstaat een promonocyt, de voorloper van de monocyt.
De promonocyt is ook 12 tot 20 µm groot en heeft een ovale of ingedeukte lichtpaarse celkern met fijne, sponsachtige chromatine en 1-5 nucleï. De celkern kan in of uit het midden van de cel liggen. De celkern is vijf maal groter dan het cytoplasma van de cel. Het basofiele cytoplasma kleurt met H&E grijsblauw en bevat fijne, eosinofiele, granula-achtige deeltjes.

## Overzichthematopoëtische stamcelrode beenmerg
| Hematopoëse            | Hematopoëse          | Hematopoëse            | Hematopoëse | Hematopoëse | Hematopoëse | Hematopoëse | Hematopoëse | Hematopoëse     | Hematopoëse    |
| ---------------------- | -------------------- | ---------------------- | ----------- | ----------- | ----------- | ----------- | ----------- | --------------- | -------------- |
| Leukopoëse             | Leukopoëse           | Leukopoëse             | Leukopoëse  | Leukopoëse  | Leukopoëse  | Leukopoëse  | Leukopoëse  | Erytropoëse     | Trombopoëse    |
| Myeloblast             | Myeloblast           | Myeloblast             | Monoblast   | Lymfoblast  | Lymfoblast  | Lymfoblast  |             | Pro-erytroblast | Megakaryoblast |
| Myeloblast             | Myeloblast           | Myeloblast             | Monoblast   | Lymfoblast  | Lymfoblast  | Lymfoblast  | Erytroblast |                 | Megakaryoblast |
| Myeloblast             | Myeloblast           | Myeloblast             | Monoblast   | Lymfoblast  | Lymfoblast  | Lymfoblast  | Normoblast  |                 | Megakaryoblast |
| Promyelocyt            | Promyelocyt          | Promyelocyt            | Monocyt     | Lymfocyt    | Lymfocyt    | Lymfocyt    | Reticulocyt | Megakaryocyt    |                |
| Neutrofiele granulocyt | Basofiele granulocyt | Eosinofiele granulocyt | Macrofaag   | B-cel       | T-cel       | NK-cel      | Mastocyt    | Erytrocyt       | Trombocyt      |